# Пиетракупа
Пиетраку̀па (на италиански: Pietracupa) е село и община в Южна Италия, провинция Кампобасо, регион Молизе. Разположено е на 695 m надморска височина. Населението на общината е 234 души (към 2010 г.).